# Эффект кобры

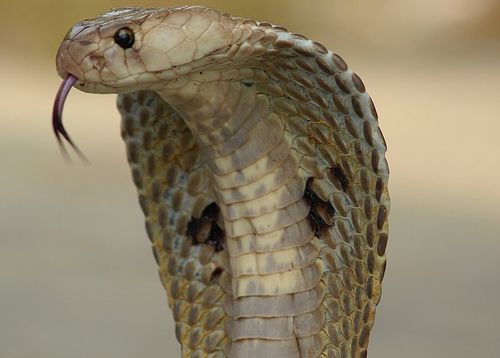
Индийская кобра

Эффект кобры — идиоматическое выражение, применяемое для характеристики ситуации, когда принятое для разрешения некой проблемы решение не разрешает эту проблему, а зачастую ведёт к прямо противоположному целям результату.
Термин «эффект кобры» возник во времена британского колониального правления в Индии. Англичане обнаружили, что развелось слишком много кобр. Чтобы избавиться от ядовитых змей, губернатор назначил награду за каждую сданную голову змеи. Вначале количество змей быстро снизилось в результате их уничтожения. Однако потом индийцы быстро приспособились, начав разводить кобр, чтобы получать премию. В конце концов, когда премия за убитую кобру была отменена, разводчики выпустили обесценившихся змей на волю, и оказалось, что количество ядовитых кобр не только не уменьшилось, но даже возросло.
В книге известного немецкого экономиста Хорста Зиберта приводится много примеров из сферы экономики и политики, когда власти, принимая те или иные меры регулирования, не учитывали в полной мере, каким образом будут реагировать те лица, на которых рассчитаны эти меры воздействия. Решения, принимаемые без должного анализа проблемы, не достигающие при этом желаемого результата, и получили наименование «эффект кобры».

## Примеры
- Во времена французского колониального правления во Вьетнаме в Ханое, колониальные власти разработали программу уничтожения крыс, выплачивая вознаграждение за каждую убитую крысу. В результате население, чтобы заработать, стало разводить крыс[3].
- В 1985 году был введен знак «Parental Advisory Label» на музыкальных обложках. Этот знак предупреждал покупателей о наличии ненормативной лексики либо провокационных и непристойных текстов на альбоме. Однако это не ограничивало доступ детей к таким материалам. Фактически в большинстве случаев альбомы с этим знаком продавались лучше. Иногда музыканты сами добавляли этот знак для стилистических целей или создания определенного образа, чтобы подчеркнуть жесткость своей музыки. С появлением стриминговых сервисов знак PAL потерял свою практическую значимость и стал всего лишь ритуальным элементом[4].
- В апреле 2002 года новая администрация Афганистана начала выплату компенсаций за уничтожения урожая опийного мака в Афганистане. Однако вскоре Хамид Карзай отменил выплаты, так как компенсации разворовывались чиновниками и побуждали крестьян увеличивать посевы мака[5].
- В России после ввода пособий на детей в 2019–2020 годах увеличилось количество разводов. За 2022 год статистика разводов на Кавказе побила все рекорды[6].